# Lina Erkelius
Anna Lina Margareta Erkelius, född 17 oktober 1960 i Tierp, död 20 april 2017, var en svensk författare och översättare.

## Biografi
Erkelius växte upp i Uppsala men bodde senare i Sandviken. Hon studerade på journalistlinjen vid Stockholms universitet och läste även litteraturvetenskap vid Stockholms universitet. Hon debuterade som författare 1988 med romanen Sing-Sing. Hon skrev därefter ytterligare tre romaner, där den sista, Kanske i morgon, kom ut 2003. Denna roman var enligt Erkelius till stor del självupplevd och handlar om en ung alkoholiserad mor och hennes förhållande till sina barn.
Som översättare var hon inriktad på engelskspråkig litteratur och översatte över 60 titlar, bland annat översatte hon Bret Easton Ellis, John Grisham, Ruta Sepetys och Marian Keyes till svenska. Hennes översättning av Grace Dents LBD : it's a girl thing (LBD: Bara för tjejer)  omnämndes av Lena Kåreland med att "... Grace Dent berättar med journalistisk blick för träffande detaljer, och översättaren Lina Erkelius har i dialogpartierna väl lyckats återge ungdomarnas uppkäftiga replikföring".
Erkelius var värd för radioprogrammet Sommar i Sveriges Radio P1 den 3 juli 1990.

### Familj
Lina Erkelius var dotter till författaren Per Agne Erkelius.

### Romaner
- 1988 – Sing-Sing: roman. Stockholm: Bonnier. Libris 7147581. ISBN 91-0-047483-5
- 1990 – Tio meter luft: [roman]. Stockholm: Bonnier. Libris 7147939. ISBN 91-0-047910-1
- 1993 – Matti: berättelse. Stockholm: Bonnier. Libris 7148982. ISBN 91-0-055571-1
- 2003 – Kanske i morgon: berättelse. Stockholm: Bonnier. Libris 8861184. ISBN 91-0-058072-4

### Översättningar (urval)
- Bret Easton Ellis: Lustans lagar (Prisma, 1988)
- Sue Miller: En helt vanlig familj (Family pictures) (Prisma, 1991)
- John Grisham: Regnmakaren (1996)
- Marian Keyes: Vattenmelonen (1998)
- Grace Dent (2004). LBD: bara för tjejer. Stockholm: Bonnier Carlsen. Libris 9608102. ISBN 91-638-2739-5
- Sophie Dahl: Leka bland vuxna (Playing with the grown-ups) (Damm, 2008)
- Amanda Prowse, Det som en gång fanns ("My Husband's Wife"), (Printz publishing 2016)
- Ruta Sepetys (2011). Strimmor av hopp. Stockholm: B. Wahlström. Libris 12134903. ISBN 978-91-32-15958-9
- Ruta Sepetys (2014). Färgen på drömmar. Stockholm: B. Wahlström. Libris 15179592. ISBN 978-91-32-16296-1
- Ruta Sepetys (2016). Tårar i havet. Stockholm: B. Wahlström. Libris 19413660. ISBN 9789132169731